# 1841
1841. је била проста година.

## Догађаји

### Фебруар
- 10. фебруар — Британски парламент је усвојио Акт о унији којим је укинуо скупштине Доње Канаде и Горње Канаде и образовао Провинцију Канада уместо њих.

### Март
- 4. март — Вилијам Хенри Харисон је инаугурисан за 9. председника САД.

### Април
- 4. април — Вилијам Хенри Харисон је умро од упале плућа и посао је први председник САД који је преминуо током мандата и председник са најкраћим мандатом. Наследио га је Џон Тајлер.
- 5. април — У нишком, лесковачком, пиротском и врањском крају избила буна против Турака, позната као Милојева и Срндакова буна.

### Септембар
- 24. септембар — Султан од Брунеја је предао Саравак британском авантуристи Џејмсу Бруку.

### Новембар
- 19. новембар — Основано је Друштво српске словесности, а то је својим печатом и потписом потврдио кнез Михаило Обреновић.

## Рођења

### Јануар
- 1. јануар — Јован Авакумовић, српски политичар и правник († 1928)
- 14. јануар — Берта Моризо, француска сликарка. († 1895)
- 31. јануар — Лаза Костић, зачетник модерне српске поезије.

### Фебруар
- 25. фебруар — Пјер Огист Реноар, француски сликар,

### Август
- 1. август — Едуард Херцог, први старокатолички бискуп Швајцарске († 1924)
- 30. август — Ђена Брановачки, српски народни добротвор. († 1882)

### Октобар
- 19. октобар — Никола I Петровић, црногорски кнез и краљ

### Новембар
- 9. новембар — Едвард VII, британски краљ († 1910)

### Децембар
- 6. децембар — Фредерик Базиј, француски сликар († 1870)

## Смрти

### Април
- 4. април — Вилијам Хенри Харисон, амерички политичар и 9. председник САД. (*1773).

### Јун
- 1. јун — Никола Апер, француски проналазач